# Santa María de la Presentación (título cardenalicio)
Santa María de la Presentación es un título cardenalicio de la Iglesia Católica. Fue instituido por el papa Benedicto XVI en 2007 con la bula Purpuratis Patribus.

## Titulares
- José Francisco Robles Ortega (24 de noviembre de 2007)